# Maro Joković
Maro Joković (Dubrovnik, Croacia; 1 de octubre de 1987) es un waterpolista croata.

## Trayectoria
Internacional con la selección de waterpolo de Croacia. Ha participado en los Juegos Olímpicos de Pekín 2008, en Londres 2012, donde ganó la medalla de oro, y en Río de Janeiro 2016, donde ganó la medalla de plata. Ha sido también campeón del Mundo (2007) y de Europa (2010). 